# Varicus bucca
Varicus bucca és una espècie de peix de la família dels gòbids i de l'ordre dels perciformes.

## Hàbitat
És un peix marí, de clima tropical i demersal que viu entre 229-242 m de fondària.

## Distribució geogràfica
Es troba a l'Atlàntic occidental: les Illes Caiman, Cuba, la República Dominicana, Haití, Jamaica, Puerto Rico i les Illes Turks i Caicos.

## Observacions
És inofensiu per als humans.